# Doryichthys heterosoma
Doryichthys heterosoma es una especie de pez de la familia Syngnathidae en el orden de los Syngnathiformes.

## Morfología
Los machos pueden alcanzar 34 cm de longitud total.

## Reproducción
Es ovovivíparo y el macho transporta los huevos en una bolsa ventral, la cual se encuentra debajo de la cola.

## Hábitat
Es un pez  de agua dulce y de clima tropical.

## Distribución geográfica
Se encuentra en el río Sambas (oeste de Kalimantan) y las Islas Natuna (Indonesia ).